# Сатоми Исихара
Сатоми Исихара (яп. 石原 さとみ Исихара Сатоми, родилась 24 декабря, 1986 в Токио)) также известна, как Кунико Исиками (яп. 石神 国子 Исиками Кунико), — японская актриса, модель и телеведущая, известная по картинам «Атака Титанов» и «Проклятье 3D». 

## Биография
Сатоми Исихара с самого детства мечтала стать учительницей, а после – радиоведущей. Настоящее имя актрисы — Исигами Кунико. В 2002 году она приняла участие в конкурсе талантов «Pure Girl» и выиграла его, обойдя более 30 тысяч претенденток. Это событие стало началом ее пути в шоу-бизнес.

## Карьера
В 2003 году Сатоми Исихара предложили сняться во второстепенной роли в японском телесериале «Мой любимец». Сразу после этого сыграла главную роль в другом японском сериале «Teru teru kazoku», за которую получила свою первую награду на фестивале 41st Golden Arrow. В том же году Сатоми Исихара снялась в фильме «Watashi no guranpa», за который также удостоилась награды на фестивале 16th Nikkan Sports Movie Grand-Prix. В 2006 году снялась в сериале «Медсестра по имени Аой», который получил лестные отзывы критиков. Сериал стал очень популярным, а актриса получила множество писем от поклонниц, мечтающих стать медсестрами, с благодарностью за свою работу.
В 2012 году Сатоми Исихара снялась в сериале «Богатый мужчина, бедная женщина» с участием актера Сюна Огури. Актер играл героя, прообразом которого стал Марк Цукерберг, молодой человек, сделавший себе состояние на информационных технологиях. В 2014 году сыграла главную роль вместе с Тацуя Фудзивара в японской картине «Монстр». Один из ее последних фильмов  — экранизация популярной манги и аниме Атака Титанов, где главные роли сыграли популярные японские актеры  Харума Миура, Кико Мидзухара и Каната Хонго.

## Фильмография
| Год       |   | Русское название                                        | Оригинальное название                             | Роль                             |
| --------- | - | ------------------------------------------------------- | ------------------------------------------------- | -------------------------------- |
| 2003      | с | Мой любимец                                             | Kimi wa petto                                     | Руми                             |
| 2003—2004 | с |                                                         | Teru teru kazoku                                  | Фуюко                            |
| 2004      | с | Waterboys 2                                             | Waterboys 2                                       | Shiori Yazawa                    |
| 2005      | с | Ёсицуне                                                 | Yoshitsune                                        | Shizuka-Gozen                    |
| 2005      | с | Время с тобой                                           | H2: Kimi to itahibi                               | Кога Харука                      |
| 2007      | с | Отец невесты                                            | Hanayome to papa                                  | Узаки Аико                       |
| 2007      | ф | Бинт-клуб                                               | Hōtai Club                                        | Эмико Киба                       |
| 2007      | ф | Приключения Корички                                     | Cinnamon the Movie                                |                                  |
| 2008      | с | Rokumeikan                                              | Rokumeikan                                        | Акико Дайтокудзи                 |
| 2008      | с | Головоломка                                             | Pazuru                                            | Аюкава Мисако                    |
| 2008      | ф | Король суши едет в Нью-Йорк                             | Ginmakuban Sushi Ōji: New York e Iku              | Бурусу Лили                      |
| 2009      | с | Голос                                                   | Voice: Inochi naki mono no koe                    | Канако Кубоаки                   |
| 2009      | с | Это – отделение полиции перед парком Каэмари в Кацусики | Kochira Katsushika-ku Kameari Kōen-mae Hashutsujo | Моеко                            |
| 2009      | с | Левый глаз детектива                                    | Hidarime tantei EYE                               | Хитоми Саяма                     |
| 2009—2011 | с |                                                         | Тучи над холмами                                  | Saka no ue no kumo / Сёко Акияма |
| 2010      | с | Левый глаз детектива                                    | Hidarime Tantei EYE                               | Хитоми Саяма                     |
| 2010      | ф | Потеря человечности                                     | Ningen shikkaku                                   | Ёсихико                          |
| 2010      | ф | Затоичи: Последний                                      | Zatôichi: The Last                                | Тане                             |
| 2011      | с | Смерть не ставит точку                                  | Buru dokutâ                                       | Тика Мацуда                      |
| 2012      | с | Богатый мужчина, бедная женщина                         | Rich Man, Poor Woman                              | Макото Нацуи                     |
| 2012      | ф | Проклятье 3D                                            | Sadako 3D                                         | Аканэ Аюкава                     |
| 2013      | с | Богатый мужчина и бедная женщина в Нью Йорке            | Ricchiman, puaûman in Nyûyôku                     | Макото Нацуи                     |
| 2013      | ф | Проклятье 3D 2                                          | Sadako 3D 2                                       | Аканэ Аюкава                     |
| 2013      | с | Любовь                                                  | Koi                                               | Фумико Яно                       |
| 2014      | с | Шоколатье с разбитым сердцем                            | Shitsuren Chocolatier                             | Саэко Такахаси                   |
| 2014      | ф | Монстр                                                  | Monsterz                                          | Канаэ Кумой                      |
| 2014      | с | Дорогая сестра                                          | Dear Sister                                       | Мисаки Фукадзава                 |
| 2015      | ф | Атака титанов                                           | Attack on Titan                                   | Ганз                             |
| 2015      | с | С пяти до девяти                                        | 5-ji Kara 9-ji Made: Watashi ni Koi Shita Obōsan  | Дзюнко Сакураба                  |
| 2016      | ф | Годзилла: Возрождение                                   | Godzilla: Resurgence                              | Каёко Энн Паттерсон              |